# Stefan Lubowidzki
Stefan Lubowidzki herbu Topacz (zm. 1805) – generał lejtnant wojsk koronnych, brygadier komenderujący w Dywizji Bracławskiej i Kijowskiej w 1792 roku.
Syn Stanisława, podczaszego inowłodzkiego. 
Rotmistrz od 1768, adiutant króla od 1771. Brygadier III Brygady Kawalerii Narodowej w Dywizji Ukraińsko-Podolskiej od 1777. Od października 1789 brygadier 5 Brygady Kawalerii Narodowej, którym przestał być 27 maja 1792 awansując na generała lejtnanta i komendanta garnizonu warszawskiego.
17 kwietnia 1793 przeszedł do służby rosyjskiej jako generał lejtnant, początkowo dowodził Dywizją ukraińską, następnie w latach 1796–1797 był szefem niżyńskiego pułku kirasjerów. W październiku 1797 zdymisjonowany.
Odznaczony orderem św. Stanisława (1778), orderem Orła Białego (1792), orderem Św. Aleksandra Newskiego.